# San Marcos (Guatemala)

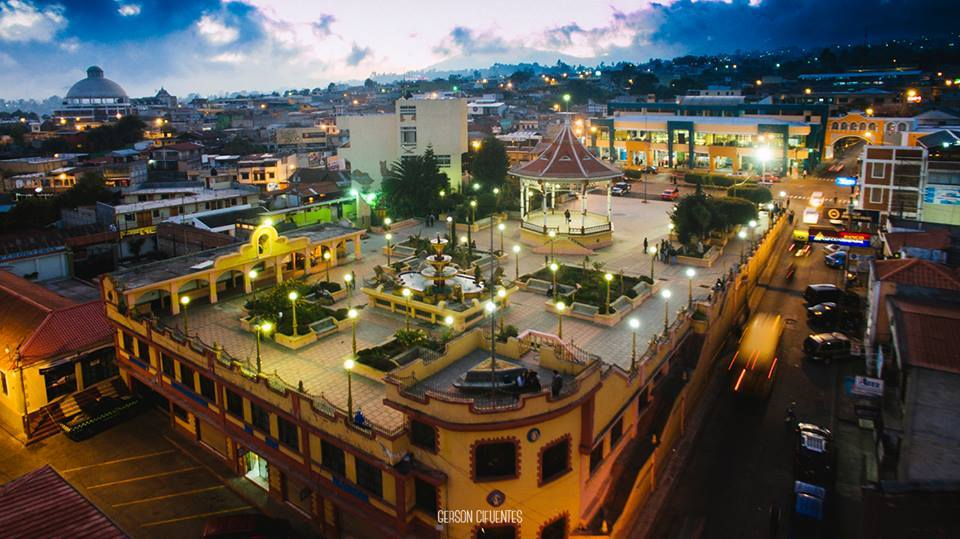
parque da cidade

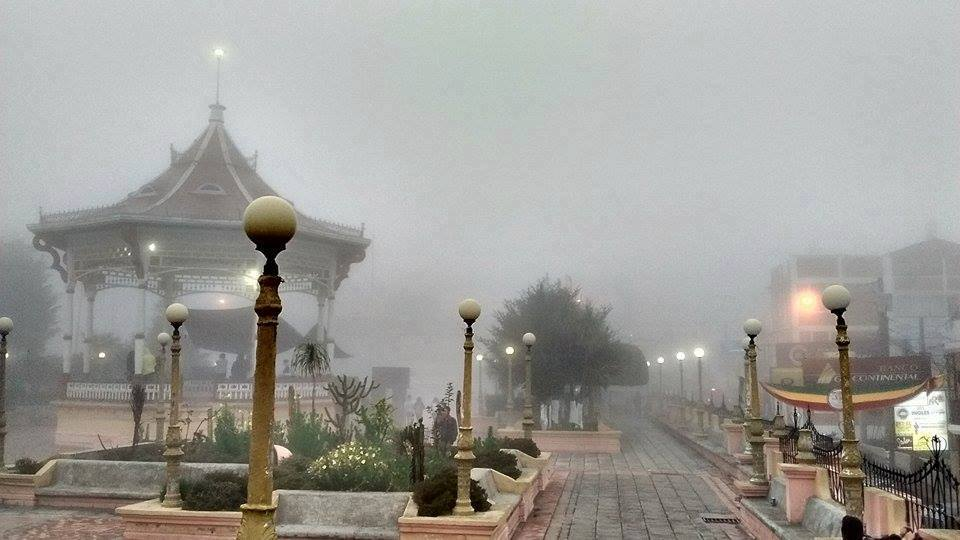
central avenue

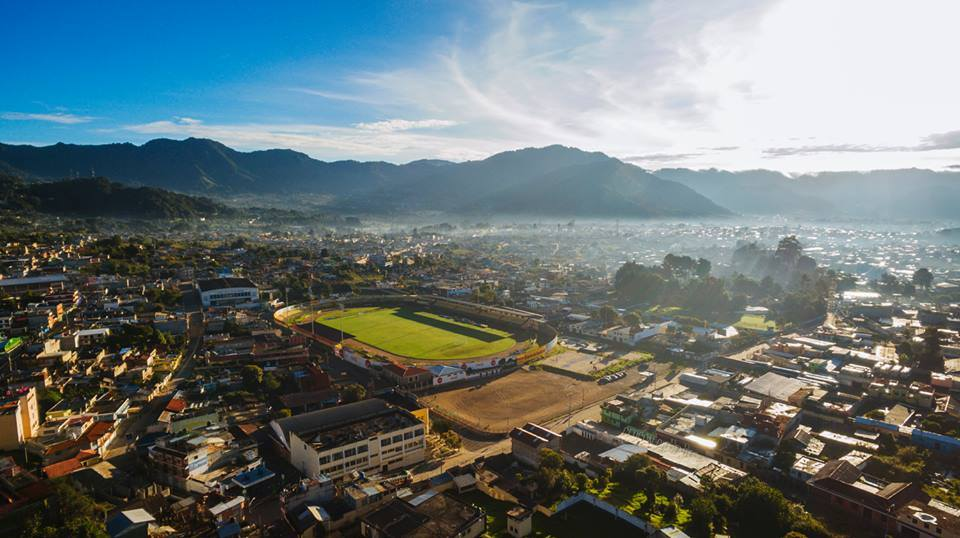
vista aerea

San Marcos é uma cidade da Guatemala do departamento de San Marcos. É a capital do departamento.